# Elecciones parlamentarias de Eslovaquia de 2020
Las elecciones parlamentarias de Eslovaquia se celebraron el 29 de febrero de 2020. Se renovaron los 150 escaños del Consejo Nacional.
Tras celebrarse las elecciones estas demostraron un cambio en la política eslovaca. Dirección-Socialdemocracia (SMER-SD) perdió su lugar como el partido más grande del país después de 14 años. Además de ser la primera vez que un partido nuevo ganaba el primer lugar.[cita requerida]

## Contexto
Tras las elecciones de 2016 Dirección - Socialdemocracia (SMER-SD) formó un gobierno de coalición con Partido Nacional Eslovaco (SNS) nacionalista, el partido de la minoría étnica húngara Most-Híd y el centrista Red. Con Robert Fico como Primer Ministro perteneciente a Dirección - Socialdemocracia (SMER-SD).
En 2019 tuvieron lugar las elecciones al Parlamento Europeo en Eslovaquia. En éstas se demostró el peso de Eslovaquia Progresista (PS), partido que también llevó a la victoria a Zuzana Čaputová en las elecciones presidenciales de 2019. El movimiento proeuropeo y de centroizquierda obtuvo el 20% de los votos contra el 15% de Dirección - Socialdemocracia (SMER-SD).

## Sistema electoral
Los 150 miembros del Consejo Nacional fueron elegidos por representación proporcional con todo el país como un distrito electoral con un umbral electoral de 5% para los partidos, 7% para las coaliciones que agrupan al menos dos partidos. Las elecciones utilizaron el sistema de listas abiertas, con los escaños asignados por la Cuota Hagenbach-Bischoff.
Todos los partidos participantes deben registrarse 90 días antes del día de las elecciones y pagar un depósito de € 17,000, que será reembolsado a todos los partidos que obtengan el 2% o más del voto. Todos los ciudadanos eslovacos pueden votar, excepto los delincuentes condenados en prisión (solo aquellos que fueron condenados por delitos graves), las personas declaradas no elegibles para realizar actos legales por los tribunales y los ciudadanos menores de 18 años. Todos los ciudadanos, que tienen 21 años de edad o más y son residentes permanentes de Eslovaquia, pueden postularse como candidatos, excepto los prisioneros , los delincuentes condenados y los declarados no elegibles para realizar actos legales ante los tribunales.
Los votantes que no estén presentes en su distrito electoral en el momento de las elecciones pueden solicitar un certificado de votación (voličský preukaz), que les permite votar en cualquier distrito independientemente de su residencia. Los votantes en el extranjero el día de las elecciones pueden solicitar un voto por correo. Según el Comité Electoral Central, aproximadamente 20,000 ciudadanos eslovacos en el extranjero han solicitado una votación por correo durante las últimas elecciones. La fecha límite para las solicitudes fue el 10 de enero de 2020.

## Resultados

Resultados de la elección, mostrando el porcentaje de voto de cada partido por distrito.

|                                                         |                                              |           |       |        |         |       |  |  |  |
| Partido                                                 | Partido                                      | Votos     | %     | Dif.   | Escaños | +/–   |  |  |  |
|                                                         | Gente Común y Personalidades Independientes  | 721 166   | 25,02 | +13,99 | 53      | +34   |  |  |  |
|                                                         | Dirección-Socialdemocracia                   | 527 172   | 18,29 | –9,99  | 38      | –11   |  |  |  |
|                                                         | Sme Rodina                                   | 237 531   | 8,24  | +1,61  | 17      | +6    |  |  |  |
|                                                         | Kotleba - Partido Popular Nuestra Eslovaquia | 229 660   | 7,97  | –0,07  | 17      | +3    |  |  |  |
|                                                         | Eslovaquia Progresista–SPOLU                 | 200 780   | 6,96  | Nuevo  | 0       | Nuevo |  |  |  |
|                                                         | Libertad y Solidaridad                       | 179 246   | 6,22  | –5,88  | 13      | –8    |  |  |  |
|                                                         | Para el pueblo                               | 166 325   | 5,77  | Nuevo  | 12      | Nuevo |  |  |  |
|                                                         | Movimiento Demócrata Cristiano               | 134 099   | 4,65  | –0,29  | 0       | 0     |  |  |  |
|                                                         | Partido de la Comunidad Húngara              | 112 662   | 3,90  | –0,15  | 0       | 0     |  |  |  |
|                                                         | Partido Nacional Eslovaco                    | 91 171    | 3,16  | –5,48  | 0       | –15   |  |  |  |
|                                                         | Buena Elección                               | 88 220    | 3,06  | Nuevo  | 0       | Nuevo |  |  |  |
|                                                         | PATRIA                                       | 84 507    | 2,93  | Nuevo  | 0       | Nuevo |  |  |  |
|                                                         | Most–Híd                                     | 59 174    | 2,05  | –4,45  | 0       | –11   |  |  |  |
|                                                         | Socialisti.sk                                | 15 925    | 0,55  | Nuevo  | 0       | Nuevo |  |  |  |
|                                                         | HEMOS TENIDO SUFICIENTE!                     | 9260      | 0,32  | Nuevo  | 0       | Nuevo |  |  |  |
|                                                         | Partido Popular Eslovaco de Andrej Hlinka    | 8191      | 0,28  | Nuevo  | 0       | Nuevo |  |  |  |
|                                                         | Partido Democrático                          | 4194      | 0,14  | –0,13  | 0       | 0     |  |  |  |
|                                                         | Solidaridad – Movimiento de Pobreza Laboral  | 3,296     | 0,11  | Nuevo  | 0       | Nuevo |  |  |  |
|                                                         | Alcaldes e Independientes                    | 2018      | 0,07  | Nuevo  | 0       | Nuevo |  |  |  |
|                                                         | Movimiento de Renacimiento Eslovaco          | 1966      | 0,06  | Nuevo  | 0       | Nuevo |  |  |  |
|                                                         | Voz de la Derecha                            | 1887      | 0,06  | Nuevo  | 0       | Nuevo |  |  |  |
|                                                         | Trabajo de la Nación Eslovaca                | 1261      | 0,04  | Nuevo  | 0       | Nuevo |  |  |  |
|                                                         | 99 por ciento-Voz cívica                     | 991       | 0,03  | Nuevo  | 0       | Nuevo |  |  |  |
|                                                         | Liga Eslovaca                                | 809       | 0,02  | Nuevo  | 0       | Nuevo |  |  |  |
| Votos en blanco/nulos                                   | Votos en blanco/nulos                        | 35 329    | –     | –      | –       | –     |  |  |  |
| Total                                                   | Total                                        | 2 916 840 | 100   | 0      | 150     | 0     |  |  |  |
| Votantes registrados/participación                      | Votantes registrados/participación           | 4 432 419 | 65,80 | –      | –       | –     |  |  |  |
| Fuente: Oficina de Estadística de la República Eslovaca |                                              |           |       |        |         |       |  |  |  |

| \| Voto popular \| Voto popular \| Voto popular \| Voto popular \| Voto popular \| \| ------------ \| ------------ \| ------------ \| ------------ \| ------------ \| \| Partidos \| Partidos \| \| % \| % \| \| OĽANO–NOVA \| OĽANO–NOVA \| \| 25.02 % \| 25.02 % \| \| SMER–SD \| SMER–SD \| \| 18.29 % \| 18.29 % \| \| RODINA \| RODINA \| \| 8.24 % \| 8.24 % \| \| KOTLEBA–ĽSNS \| KOTLEBA–ĽSNS \| \| 7.97 % \| 7.97 % \| \| PS-SPOLU \| PS-SPOLU \| \| 6.96 % \| 6.96 % \| \| SaS \| SaS \| \| 6.22 % \| 6.22 % \| \| ZA ĽUDÍ \| ZA ĽUDÍ \| \| 5.77 % \| 5.77 % \| \| Otros \| Otros \| \| 21.53 % \| 21.53 % \| |              |  |         |         |
| Voto popular |              |  |         |         |
| Partidos | Partidos     |  | %       | %       |
| OĽANO–NOVA | OĽANO–NOVA   |  | 25.02 % | 25.02 % |
| SMER–SD | SMER–SD      |  | 18.29 % | 18.29 % |
| RODINA | RODINA       |  | 8.24 %  | 8.24 %  |
| KOTLEBA–ĽSNS | KOTLEBA–ĽSNS |  | 7.97 %  | 7.97 %  |
| PS-SPOLU | PS-SPOLU     |  | 6.96 %  | 6.96 %  |
| SaS | SaS          |  | 6.22 %  | 6.22 %  |
| ZA ĽUDÍ | ZA ĽUDÍ      |  | 5.77 %  | 5.77 %  |
| Otros | Otros        |  | 21.53 % | 21.53 % |

| \| Escaños \| Escaños \| Escaños \| Escaños \| Escaños \| \| ------------ \| ------------ \| ------- \| ------- \| ------- \| \| Partidos \| Partidos \| \| % \| % \| \| OĽANO–NOVA \| OĽANO–NOVA \| \| 35.33 % \| 35.33 % \| \| SMER–SD \| SMER–SD \| \| 25.33 % \| 25.33 % \| \| RODINA \| RODINA \| \| 11.33 % \| 11.33 % \| \| KOTLEBA–ĽSNS \| KOTLEBA–ĽSNS \| \| 11.33 % \| 11.33 % \| \| SaS \| SaS \| \| 8.67 % \| 8.67 % \| \| ZA ĽUDÍ \| ZA ĽUDÍ \| \| 8.00 % \| 8.00 % \| |              |  |         |         |
| Escaños |              |  |         |         |
| Partidos | Partidos     |  | %       | %       |
| OĽANO–NOVA | OĽANO–NOVA   |  | 35.33 % | 35.33 % |
| SMER–SD | SMER–SD      |  | 25.33 % | 25.33 % |
| RODINA | RODINA       |  | 11.33 % | 11.33 % |
| KOTLEBA–ĽSNS | KOTLEBA–ĽSNS |  | 11.33 % | 11.33 % |
| SaS | SaS          |  | 8.67 %  | 8.67 %  |
| ZA ĽUDÍ | ZA ĽUDÍ      |  | 8.00 %  | 8.00 %  |

## Formación de gobierno
El 4 de marzo, la presidenta Čaputová le encargó a Igor Matovič que formara un nuevo gobierno.  El 13 de marzo, candidato propuesto anunció que había llegado a un acuerdo para una coalición de gobierno con Somos Familia, Libertad y Solidaridad y Para el Pueblo. Matovič asumió como primer ministro de Eslovaquia el 21 de marzo.